# Semiothisa concisaria
Semiothisa concisaria là một loài bướm đêm trong họ Geometridae.